# Asz-Szahir
Asz-Szahir – miejscowość w Syrii, w muhafazie Ar-Rakka, w dystrykcie Ar-Rakka. W 2004 roku liczyła 1819 mieszkańców.